# 多朗库尔
多朗库尔（法語：Dolancourt，法語發音：[dɔlɑ̃kuʁ]）是法国奥布省的一个市镇，位于该省东部，属于奥布河畔巴尔区。

## 地理
多朗库尔（48°16'0"N, 4°37'3"E）面积4.88 平方千米，位于法国大東部大區奥布省，该省份为法国中北部省份，北起马恩省，西接塞纳-马恩省，西南至约讷省，东南至科多尔省，东临上马恩省。
与多朗库尔接壤的市镇（或旧市镇、城区）包括：阿尔冈松、阿尔松瓦勒、博桑库尔、若库尔。

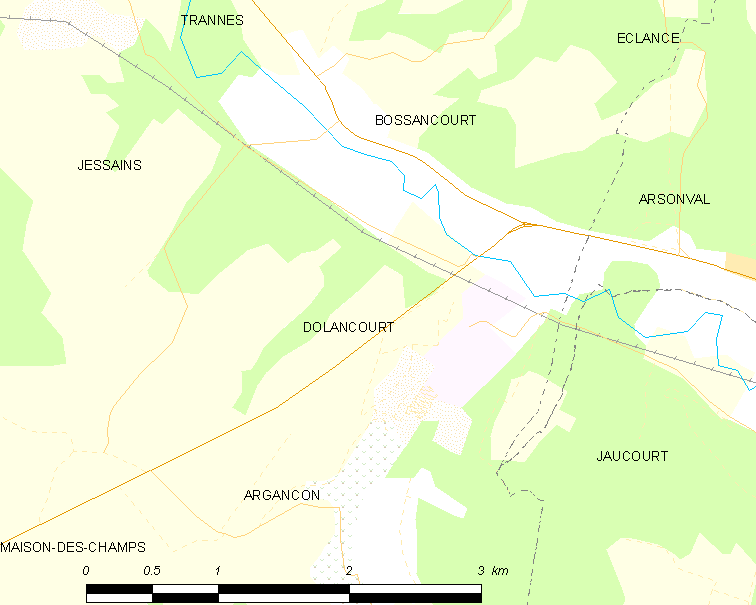
多朗库尔的OSM定位图

多朗库尔的时区为UTC+01:00、UTC+02:00（夏令时）。

## 行政
多朗库尔的邮政编码为10200，INSEE市镇编码为10126。

## 政治
多朗库尔所属的省级选区为巴尔斯河畔旺德夫尔县。

## 人口

1962-2008年间多朗库尔人口变化图示

多朗库尔于2022年1月1日时的人口数量为125人。